# Lavaufranche
Lavaufranche est une commune française située dans le département de la Creuse en région Nouvelle-Aquitaine.

## Géographie

### Localisation
La commune est à 3,6 km de Soumans, 5,4 de Leyrat et 8 de Bord-Saint-Gorges.

### Géologie et relief
- Carte de l'occupation des sols de Lavaufranche sur le Géoportail de l'ARB Nouvelle-Aquitaine : Entités paysagères:

Territoire communal : Occupation du sol (Corinne Land Cover); Cours d'eau (BD Carthage),
Géologie : Carte géologique; Coupes géologiques et techniques,
 Hydrogéologie : Masses d'eau souterraine; BD Lisa; Cartes piézométriques.
- Carte des paysages

### Sismicité
Commune située dans une zone de sismicité 2 faible.

### Hydrographie et les eaux souterraines
Cours d'eau traversant la commune :
- La Petite Creuse[2].

### Climat
Pour des articles plus généraux, voir Climat de la Nouvelle-Aquitaine et Climat de la Creuse.
Historiquement, la commune est exposée à un climat montagnard.  
En 2020, Météo-France publie une typologie des climats de la France métropolitaine dans laquelle la commune est exposée à un climat de montagne et est dans la région climatique  Ouest et nord-ouest du Massif Central, caractérisée par une pluviométrie annuelle de 900 à 1 500 mm, maximale en automne et en hiver.
Pour la période 1971-2000, la température annuelle moyenne est de 10,5 °C, avec  une amplitude thermique annuelle de 15,2 °C. Le cumul annuel moyen de précipitations est de 910 mm, avec 12 jours de précipitations en janvier et 7,8 jours en juillet. Pour la période 1991-2020, la température moyenne annuelle observée sur la station météorologique la plus proche, située sur la commune de Boussac à 5 km à vol d'oiseau, est de 11,0 °C et le cumul annuel moyen de précipitations est de 896,4 mm,. Pour l'avenir, les paramètres climatiques de la commune estimés pour 2050 selon différents scénarios d’émission de gaz à effet de serre sont consultables sur un site dédié publié par Météo-France en novembre 2022.

## Urbanisme

### Typologie
Au 1er janvier 2024, Lavaufranche est catégorisée commune rurale à habitat très dispersé, selon la nouvelle grille communale de densité à 7 niveaux définie par l'Insee en 2022.
Elle est située hors unité urbaine et hors attraction des villes,.

### Occupation des sols
L'occupation des sols de la commune, telle qu'elle ressort de la base de données européenne d’occupation biophysique des sols Corine Land Cover (CLC), est marquée par l'importance des territoires agricoles (96,4 % en 2018), une proportion identique à celle de 1990 (96,4 %). La répartition détaillée en 2018 est la suivante : 
prairies (56,9 %), zones agricoles hétérogènes (39,4 %), zones urbanisées (2,3 %), forêts (1,3 %), terres arables (0,1 %). L'évolution de l’occupation des sols de la commune et de ses infrastructures peut être observée sur les différentes représentations cartographiques du territoire : la carte de Cassini (XVIIIe siècle), la carte d'état-major (1820-1866) et les cartes ou photos aériennes de l'IGN pour la période actuelle (1950 à aujourd'hui).

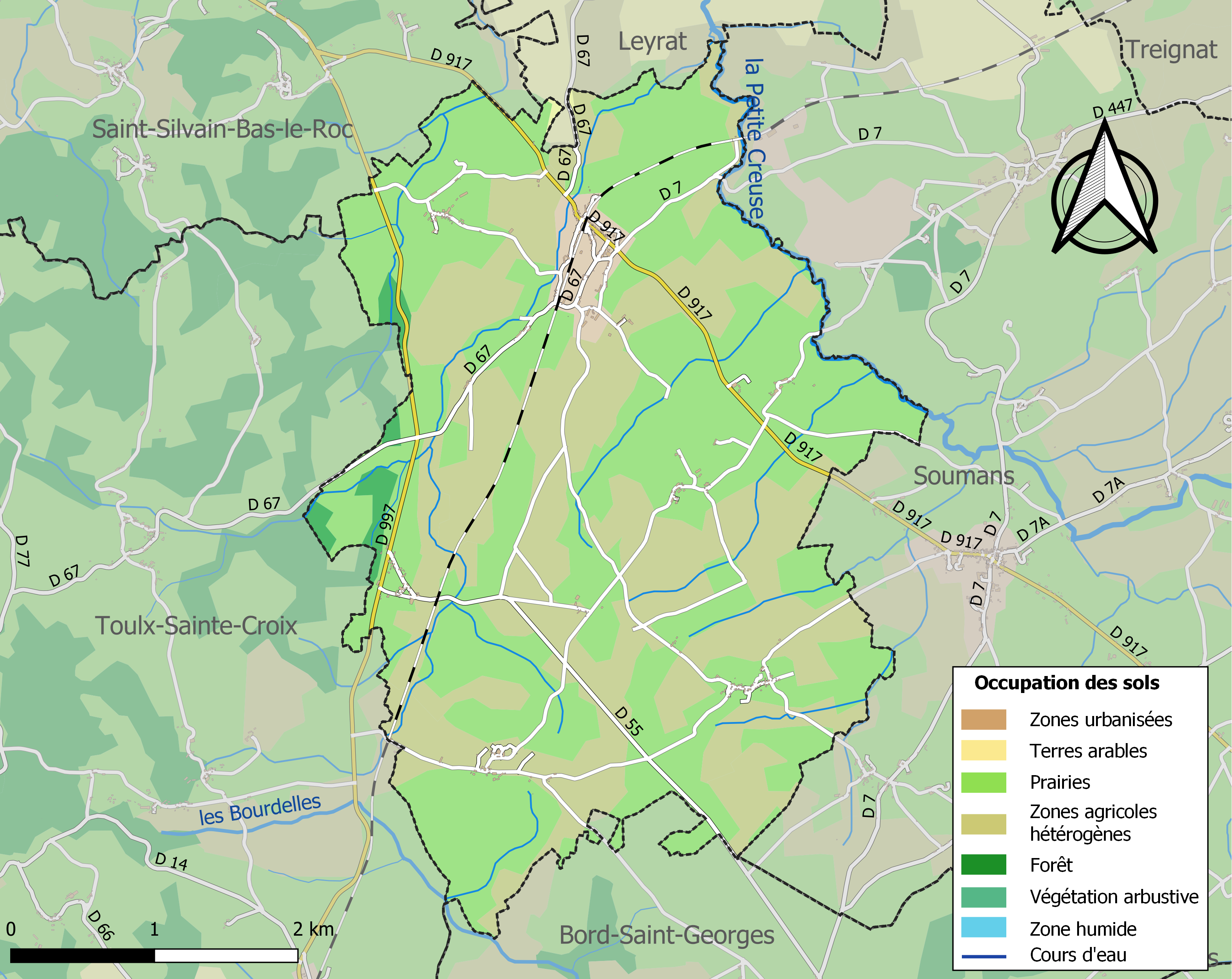
Carte des infrastructures et de l'occupation des sols de la commune en 2018 (CLC).

### Risques majeurs
Le territoire de la commune de Lavaufranche est vulnérable à différents aléas naturels : météorologiques (tempête, orage, neige, grand froid, canicule ou sécheresse) et séisme (sismicité faible). Il est également exposé à un risque particulier : le risque de radon. Un site publié par le BRGM permet d'évaluer simplement et rapidement les risques d'un bien localisé soit par son adresse soit par le numéro de sa parcelle.

#### Risques naturels

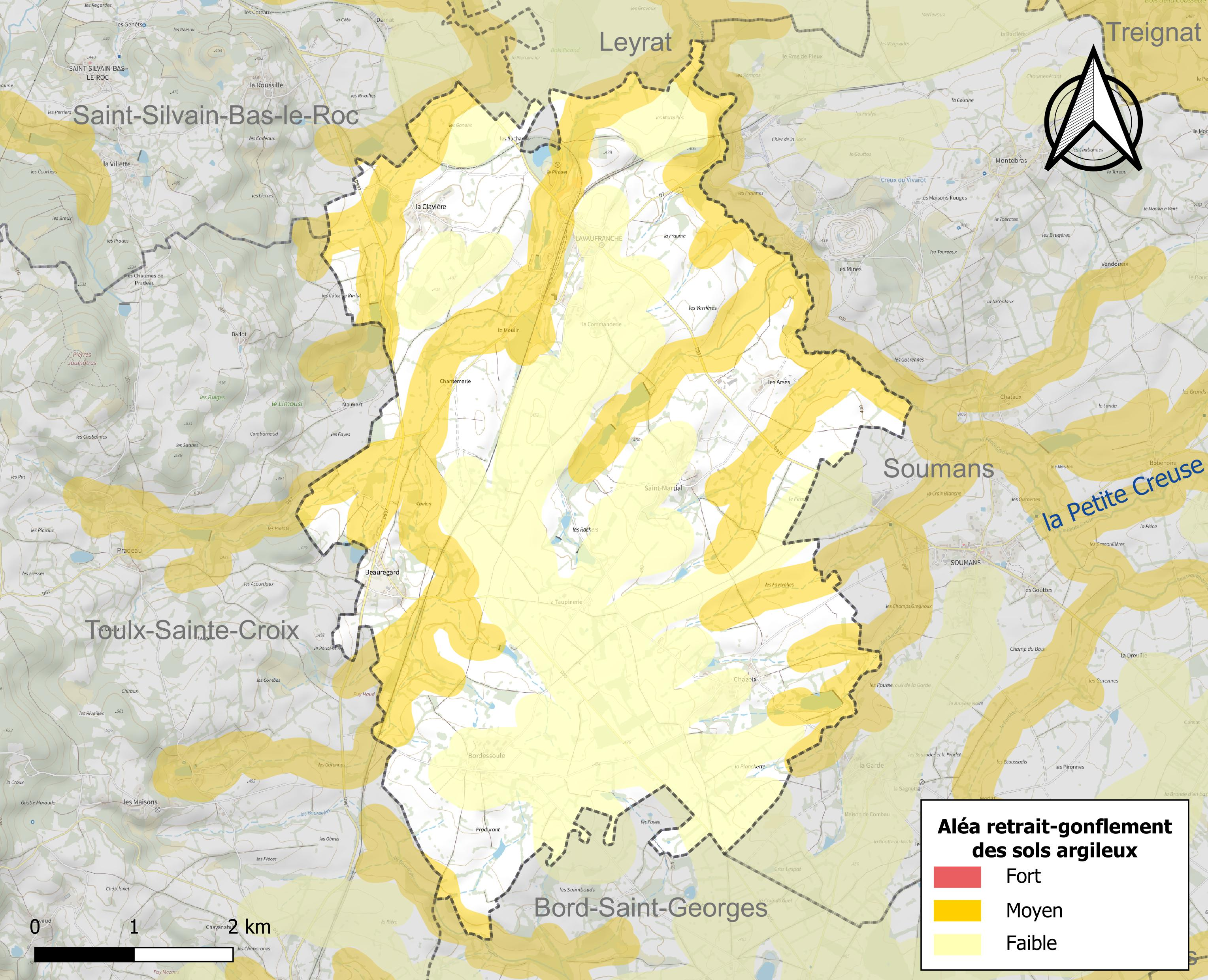
Carte des zones d'aléa retrait-gonflement des sols argileux de Lavaufranche.

Le retrait-gonflement des sols argileux est susceptible d'engendrer des dommages importants aux bâtiments en cas d’alternance de périodes de sécheresse et de pluie. 31,2 % de la superficie communale est en aléa moyen ou fort (33,6 % au niveau départemental et 48,5 % au niveau national). Sur les 177 bâtiments dénombrés sur la commune en 2019,  31 sont en aléa moyen ou fort, soit 18 %, à comparer aux 25 % au niveau départemental et 54 % au niveau national. Une cartographie de l'exposition du territoire national au retrait gonflement des sols argileux est disponible sur le site du BRGM,.
Par ailleurs, afin de mieux appréhender le risque d’affaissement de terrain, l'inventaire national des cavités souterraines permet de localiser celles situées sur la commune.
La commune a été reconnue en état de catastrophe naturelle au titre des dommages causés par les inondations et coulées de boue survenues en 1982 et 1999. Concernant les mouvements de terrains, la commune a été reconnue en état de catastrophe naturelle au titre des dommages causés par des mouvements de terrain en 1999.

#### Risque particulier
Dans plusieurs parties du territoire national, le radon, accumulé dans certains logements ou autres locaux, peut constituer une source significative d’exposition de la population aux rayonnements ionisants. Certaines communes du département sont concernées par le risque radon à un niveau plus ou moins élevé. Selon la classification de 2018, la commune de Lavaufranche est classée en zone 3, à savoir zone à potentiel radon significatif.

### Voies de communications et transports

#### Voies routières
- D 7 vers Montebras.
- D 917 vers Soumans.
- D 67 vers Pradeau.

#### Transports en commun
- Réseau TransCreuse.

##### SNCF
- Liste des gares de la Creuse,
- Gare de Lavaufranche,

| Ligne | Caractéristiques | Caractéristiques                      | Caractéristiques                      | Caractéristiques                      | Caractéristiques                      | Caractéristiques                              | Caractéristiques                         | Caractéristiques                      | Caractéristiques                      |
| L25   | FELLETIN/MONTLUÇON > GUÉRET > LIMOGES | FELLETIN/MONTLUÇON > GUÉRET > LIMOGES | FELLETIN/MONTLUÇON > GUÉRET > LIMOGES | FELLETIN/MONTLUÇON > GUÉRET > LIMOGES | FELLETIN/MONTLUÇON > GUÉRET > LIMOGES | FELLETIN/MONTLUÇON > GUÉRET > LIMOGES         | FELLETIN/MONTLUÇON > GUÉRET > LIMOGES    | FELLETIN/MONTLUÇON > GUÉRET > LIMOGES | FELLETIN/MONTLUÇON > GUÉRET > LIMOGES |
| L25   | Felletin/Montluçon ⥋ Limoges | Felletin/Montluçon ⥋ Limoges          | Felletin/Montluçon ⥋ Limoges          | Felletin/Montluçon ⥋ Limoges          | Felletin/Montluçon ⥋ Limoges          | Felletin/Montluçon ⥋ Limoges                  | Felletin/Montluçon ⥋ Limoges             | Felletin/Montluçon ⥋ Limoges          | Felletin/Montluçon ⥋ Limoges          |
| ----- | --- | ------------------------------------- | ------------------------------------- | ------------------------------------- | ------------------------------------- | --------------------------------------------- | ---------------------------------------- | ------------------------------------- | ------------------------------------- |
| L25   | Ouverture / Fermeture — / — | Longueur —                            | Durée —                               | Nb. d’arrêts 18                       | Matériel TER / CAR                    | Jours de fonctionnement L, Ma, Me, J, V, S, D | Jour / Soir / Nuit / Fêtes O / O / N / O | Voy. / an —                           | Dépôt SNCF                            |
| L25   | Desserte : - Villes desservies : Felletin, Aubusson, Lavaveix-les-Mines/Montluçon, Huriel, Lavaufranche, Gouzon, Parsac-Gouzon, Busseau-sur-Creuse, Ajain, Guéret, Montaigut, Vieilleville, Marsac, St-Sulpice-Laurière, Ambazac, Limoges |                                       |                                       |                                       |                                       |                                               |                                          |                                       |                                       |
| L25   | Autre : Circule toute l'année, même les jours fériés. |                                       |                                       |                                       |                                       |                                               |                                          |                                       |                                       |
| L25   | Dernière actualisation : — |                                       |                                       |                                       |                                       |                                               |                                          |                                       |                                       |

### Intercommunalité
Commune membre de la Creuse Confluence.

## Histoire
Le bourg et la commanderie de Lavaufranche formaient une paroisse du diocèse de Limoges jusqu'à la Révolution française.
Du point de vue administratif et de la justice, on se trouvait dans le bailliage d'Issoudun au sein de la province du Berry.

### Les Hospitaliers
La commanderie hospitalière datant des XIIe et XVe siècles, est de l'ordre de Saint-Jean de Jérusalem. La commanderie de Lavaufranche fut fondée vers 1180. Le donjon carré date probablement de cette époque, le reste des bâtiments du XVe siècle pour l'essentiel.
Dans la chapelle qui servait d'église paroissiale, on peut voir le tombeau du commandeur Jehan Grimau (mort vers 1480?) ainsi que de belles fresques du XVe siècle récemment mises au jour. Parmi les commandeurs de Lavaufranche, on trouve le nom de Guy de Blanchefort, qui devait devenir grand maître des Hospitaliers.
L'édifice a été classé au titre des monuments historiques en 1963 ;

## Politique et administration
| Période                                  | Période      | Identité       | Étiquette | Qualité |
| ---------------------------------------- | ------------ | -------------- | --------- | --- |
| Les données manquantes sont à compléter. |              |                |           | |
| av.1924                                  | ?            | Victor Judet   | Radical   | Agriculteur, licencié en droit et avocat à la Cour de Paris, député de l'arrondissement de Boussac de 1907 à 1919 puis de la Creuse de 1919 à 1924 |
| mars 2008                                | octobre 2012 | Sylvie Benoit  |           | |
| novembre 2012                            | avril 2014   | Sylvie Gallard |           | |
| avril 2014                               | en cours     | Patrice Orsal  | DVD       | Agent d'assurances |

### Budget et fiscalité 2021
En 2021, le budget de la commune était constitué ainsi :
- total des produits de fonctionnement : 187 000 €, soit 770 € par habitant ;
- total des charges de fonctionnement : 161 000 €, soit 662 € par habitant ;
- total des ressources d'investissement : 25 000 €, soit 105 € par habitant ;
- total des emplois d'investissement : 49 000 €, soit 202 € par habitant ;
- endettement : 14 000 €, soit 58 € par habitant.

Avec les taux de fiscalité suivants :
- taxe d'habitation : 9,24 % ;
- taxe foncière sur les propriétés bâties : 35,50 % ;
- taxe foncière sur les propriétés non bâties : 46,45 % ;
- taxe additionnelle à la taxe foncière sur les propriétés non bâties : 0,00 % ;
- cotisation foncière des entreprises : 0,00 %.

Chiffres clés Revenus et pauvreté des ménages en 2020 : médiane en 2020 du revenu disponible, par unité de consommation : 18 440 €.

## Économie

### Entreprises et commerces

#### Agriculture
- Élevage d'autres bovins et de buffles.
- Élevage d'ovins et de caprins.
- Élevage de chevaux et d'autres équidés.
- Culture de légumes, de melons, de racines et de tubercules.
- Élevage de vaches laitières.

#### Tourisme
- Chambres d'hôtes, Hôtels à Boussac, Nouzerines, Saint-Palais, Mesples.

#### Commerces
- Commerces et services de proximité à Préveranges, Boussac, Boussac-Bourg.

## Population et société

### Démographie

#### Pyramide des âges
L'évolution du nombre d'habitants est connue à travers les recensements de la population effectués dans la commune depuis 1793. Pour les communes de moins de 10 000 habitants, une enquête de recensement portant sur toute la population est réalisée tous les cinq ans, les populations de référence des années intermédiaires étant quant à elles estimées par interpolation ou extrapolation. Pour la commune, le premier recensement exhaustif entrant dans le cadre du nouveau dispositif a été réalisé en 2004.

En 2022, la commune comptait 241 habitants, en évolution de −2,82 % par rapport à 2016 (Creuse : −3,32 %, France hors Mayotte : +2,11 %).
| 1793 | 1800 | 1806 | 1821 | 1831 | 1836 | 1841 | 1846 | 1851 |
| ---- | ---- | ---- | ---- | ---- | ---- | ---- | ---- | ---- |
| 471  | 387  | 444  | 537  | 520  | 508  | 493  | 456  | 478  |

| 1856 | 1861 | 1866 | 1872 | 1876 | 1881 | 1886 | 1891 | 1896 |
| ---- | ---- | ---- | ---- | ---- | ---- | ---- | ---- | ---- |
| 460  | 392  | 449  | 473  | 538  | 622  | 622  | 629  | 620  |

| 1901 | 1906 | 1911 | 1921 | 1926 | 1931 | 1936 | 1946 | 1954 |
| ---- | ---- | ---- | ---- | ---- | ---- | ---- | ---- | ---- |
| 619  | 613  | 618  | 552  | 554  | 601  | 583  | 503  | 476  |

| 1962 | 1968 | 1975 | 1982 | 1990 | 1999 | 2004 | 2006 | 2009 |
| ---- | ---- | ---- | ---- | ---- | ---- | ---- | ---- | ---- |
| 459  | 445  | 367  | 304  | 231  | 246  | 241  | 236  | 246  |

| 2014 | 2019 | 2022 | - | - | - | - | - | - |
| ---- | ---- | ---- | - | - | - | - | - | - |
| 249  | 239  | 241  | - | - | - | - | - | - |

### Enseignement
Établisements d'enseignements :
- École maternelle et primaire.
- Collèges à Boussac, Parsac-Rimondeix, Huriel, Châtelus-Malvaleix, Domérat.
- Lycées à Montluçon.

### Santé
Professionnels et services de santé :
- Médecins à Huriel, Prémilhat, Domérat, a Chapelaude, Sainte-Sévère-sur-Indre, Saint-Désiré, Saint-Julien-la-Genète, Sannat, Montluçon.
- Pharmacies à Soumans, Huriel, Prémilhat, Domérat, La Chapelaude.
- Hôpitaux à Montluçon, Pouligny-Notre-Dame, Néris-les-Bains, Saint-Vaury.

### Cultes
- Culte catholique, Paroisse Ste Croix des Deux Creuse[32], Diocèse de Limoges.

## Culture locale et patrimoine

### Lieux et monuments
- La commune de Lavaufranche a la particularité de ne posséder ni église ni cimetière alors que ce fut une paroisse jusqu'à la Révolution française[21].
- Gare de Lavaufranche[33].
- Ancienne Commanderie hospitalière du XIIe siècle[34].
- Monument aux morts[35] : Conflits commémorés : Guerres 1914-1918 - AFN-Algérie (1954-1962).

### Personnalités liées à la commune
- Jean Léonard Judet, né le 20 juillet 1846 à Soumans, mort le 6 mai 1907 à Lavaufranche, agriculteur et homme politique français.
- François Victor Judet, né le 30 avril 1871 à Lavaufranche, mort le 14 octobre 1938 à Saint-Georges-Nigremont (Creuse), avocat et un homme politique français.
- George Sand situe certaines péripéties de son roman Jeanne (paru en 1844) dans les environs de Lavaufranche.